# Enn Vetemaa
Enn Vetemaa, né le 20 juin 1936 à Tallinn (Estonie) et mort le 28 mars 2017 dans la même ville, est un poète et écrivain estonien.

## Biographie
Fils d'architecte Arthur Vetemaa, depuis son enfance, Enn Vetemaa se passionne pour la versification et la musique. Il est diplômé de l’Université de Technologie de Tallinn en 1959. Son premier récit est publié en 1958. En 1959-1960, il travaille comme ingénieur à la papeterie de Tallinn, après quoi il décide de réaliser une reconversion et entre au conservatoire de Tallinn, où ses professeurs sont Anatoli Garšnek et Heino Eller. Il sort diplômé du conservatoire en 1965, puis il retourne à la littérature. En 1964, il rejoint les rangs du PCUS. En 1963-1965, il collabore avec le magazine du parti communiste estonien Küsimused ja Vastused [Questions et réponses]. En 1965-1969, il se trouve en tête de la Direction des programmes littéraires et artistiques à la télévision de la RSS d'Estonie. En 1969-1976, il supervise la section de poésie de l'Union des écrivains de la RSS d'Estonie. Il travaille à la maison d'édition Kupar.
Les œuvres les plus célèbres de la période soviétique sont les recueils de poèmes Point tournant (1962) et Jeu de boules de neige (1966); romans Monument (1964, publié en 1965, initialement interdit à la publication), Fatigue (1967), Requiem à l'Harmonica (1967, publié en 1968), Des œufs à la chinoise (1967-1969, publié en 1972); œuvres satiriques Mémoires de Kalevipoeg (1971, inspiré de l'épopée estonienne Kalevipoeg), Ruban argenté (1977), Guide de terrain pour les sirènes estoniennes (1980, stylisé comme un essai scientifique, l'une de ses œuvres les plus célèbres); les pièces Diner pour cinq (1972, publiées en 1974), La Sainte Susannah (1974), La Roserai (1976), De nouveau le Malheur d'avoir trop d'esprit (1974, publiées en 1975). 
Il a reçu le prix littéraire de la RSS d’Estonie, en 1973, 1975 et 1976.
Dans l'Estonie indépendante, il continue de travailler activement. Depuis les années 1990, il collabore avec des maisons d'édition en tant qu'écrivain et compositeur indépendant. Parmi ses œuvres les plus célèbres de cette période figurent les romans Les Aliens (2002), Ma douce vie (2002), La fraternité de l'esprit libre (2006). 
En 2007, il tente d'être élu au Riigikogu, le parlement, en tant que membre du Parti social-démocrate estonien, mais échoue.

## Écrits

### Livres
- Monument, Loomingu Raamatukogu nr 1 1965
- Libreto Veljo Tormise ooperile Luigelend, 1966
- Pillimees, Loomingu Raamatukogu 1967
- Väike romaaniraamat (Monument, Pillimees, Väike reekviem suupillile), Eesti Raamat 1968
- Illuminatsioonid keravälgule ja üheksale näitlejale (teledraama), Looming 1968
- Munad hiina moodi, Looming 1969
- Kalevipoja mälestused, Looming 1971; Eesti Raamat 1985; 2001,  (ISBN 9985-78-339-5)
- Väike romaaniraamat II (Munad hiina moodi, Kalevipoja mälestused), Eesti Raamat 1972
- Õhtusöök viiele, kogumikus Eesti näidendeid 1972, 1974, lavastus Draamateatris 1972
- Püha Susanna ehk Meistrite kool, Loomingu Raamatukogu 1974, lavastus Draamateatris 1974, telefilm 1984, ooper 1986
- Jälle häda mõistuse pärast (näidend) Loomingu Raamatukogu 1975
- Roosiaed, Loomingu Raamatukogu 1976
- Hõbedaketrajad, Looming 1976; Eesti Raamat 1977; Kuldsulg 1999
- Väike näidendiraamat, Eesti Raamat 1977
- Jälle Püha Susanna ehk Armastuse kool, Loomingu Raamatukogu 1978
- Ah soo... Või nii!!!, Looming 1979 ja 1983; raamatuna 1984
- Väike näidendiraamat II, Eesti Raamat 1979
- Eesti näkiliste välimääraja, Looming 1980; Eesti Raamat, 1983 ; Kirjastuskeskus 2004,  (ISBN 9985-9507-3-9)
- Väike näidendiraamat III (muu hulgas Ikka veel Püha Susanna ehk Noorpaaride kool), 1981
- Möbiuse leht, Looming 1984; Eesti Raamat 1985, 1990
- Tuul Olümposelt tuhka tõi, lavastus 1986 Draamateatris
- Tulnuk, Loomingu Raamatukogu 1987
- Tulnuk. Munad Hiina moodi, Eesti Raamat 1988,  (ISBN 5-450-00204-1)
- Krati nimi oli Peetrus, Kupar 1991 ; Kirjastuskeskus 2007,  (ISBN 978-9985-9749-2-6)
- Pomm Eesti peaministrile, Kupar 1992
- Eesti luupainaja aabits, 1993
- Risti rahvas 1, Kupar 1994,  (ISBN 9985-61-051-2)
- Varasügise aiad, Kupar 1996,  (ISBN 9985-61-108-X)
- Maui on parim!, Kupar 1997,  (ISBN 9985-61-168-3)
- Risti rahvas 2, Kupar 1998,  (ISBN 9985-61-122-5)
- Tunneli lõpus ootab puusärk, Eesti Uimastipreventsiooni Sihtasutus 1999,  (ISBN 9985-60-644-2)
- Väike näidendiraamat IV, Kupar 2000,  (ISBN 9985-61-237-X)
- Neitsist sündinud, Tänapäev 2000,  (ISBN 9985-9312-6-2)
- Rott Romulus Paburitski tänavast, 2001,  (ISBN 9985-78-232-1)
- Minu väga magus elu ehk Martsipanimeister, Tänapäev 2002,  (ISBN 9985-62-085-2)
- Vaba Vaimu Vennaskond, Tänapäev 2006,  (ISBN 9985-62-461-0)
- Väike näidendiraamat V, Kirjastuskeskus 2006,  (ISBN 9985-9727-4-0)

### Articles
- « Enn Vetemaa: Õigus surma mõjutada », Eesti Päevaleht, 28 février 2007
- « Enn Vetemaa: eestlasena eestlastest », Postimees, 9 février 2008
- « Enn Vetemaa: parlamendiliikmed kui loovisikud », Postimees, 3 mai 2008

## Prix et récompenses
- Prix Juhan Smuuli (et) de la Fondation Culturelle de la littérature (et), 1973, 1975, 1976
- Écrivain honoré de la RSS d'Estonie, 1977
- Ordre de l'Étoile blanche d'Estonie de 4e classe, 2001